# 콜비 치즈
콜비 치즈(영어: Colby cheese)는 젖소의 우유로 만드는 미국의 반경질 치즈이다. 1885년에 처음 개발되어 미국 전역에서 빠르게 인기를 얻었으며 치즈가 처음으로 탄생한 미국 위스콘신주 콜비의 이름을 따서 명명되었다.